# قائمة البعثات الدبلوماسية في لاتفيا

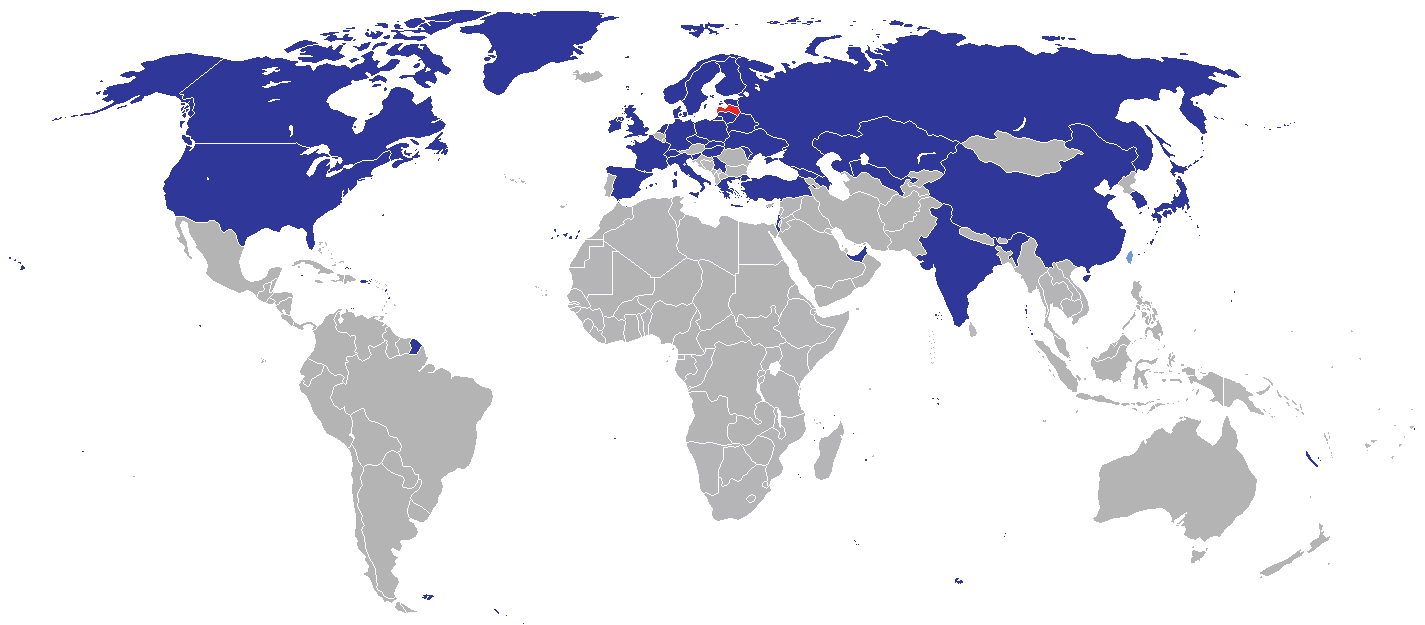
خريطة البعثات الدبلوماسية في لاتفيا.

تسرد هذه المقالة البعثات الدبلوماسية المقيمة في لاتفيا. في الوقت الحاضر، تستضيف العاصمة ريغا 37 سفارة. لدى العديد من البلدان الأخرى سفراء معتمدون لدى لاتفيا، ويقيم معظمهم في ستوكهولم، موسكو، وارسو، كوبنهاغن، برلين، هلسنكي و بعض العواصم الأخرى في أوروبا.
في أواخر تشرين الثاني (نوفمبر) عام 2006، استضافت ريغا قمة الناتو التاسعة عشرة، مما عزز بشكل كبير الصورة الدبلوماسية للبلاد.

## البعثات الدبلوماسية فيريغا
| الدولة                   | نوع التمثيل        | صورة بناء البعثة | ملاحظات |
| ------------------------ | ------------------ | ---------------- | ------- |
| النمسا                   | سفارة              |                  |         |
| أذربيجان                 | سفارة              |                  |         |
| بيلاروسيا                | سفارة              |                  |         |
| كندا                     | سفارة              |                  |         |
| الصين                    | سفارة              |                  |         |
| جمهورية التشيك           | سفارة              |                  |         |
| الدنمارك                 | سفارة              |                  |         |
| إستونيا                  | سفارة              |                  |         |
| فنلندا                   | سفارة              |                  |         |
| فرنسا                    | سفارة              |                  |         |
| جورجيا                   | سفارة              |                  |         |
| ألمانيا                  | سفارة              |                  |         |
| اليونان                  | سفارة              |                  |         |
| هنغاريا                  | سفارة              |                  |         |
| أيرلندا                  | سفارة              |                  |         |
| إسرائيل                  | سفارة              |                  |         |
| إيطاليا                  | سفارة              |                  |         |
| اليابان                  | سفارة              |                  |         |
| كازاخستان                | سفارة              | -                |         |
| ليتوانيا                 | سفارة              |                  |         |
| مولدوفا                  | سفارة              |                  |         |
| هولندا                   | سفارة              |                  |         |
| النرويج                  | سفارة              |                  |         |
| بولندا                   | سفارة              |                  |         |
| روسيا                    | سفارة              |                  |         |
| سلوفاكيا                 | سفارة              |                  |         |
| كوريا الجنوبية           | سفارة              |                  |         |
| فرسان مالطا              | سفارة              |                  |         |
| إسبانيا                  | سفارة              |                  |         |
| السويد                   | سفارة              |                  |         |
| سويسرا                   | سفارة              |                  |         |
| تايوان                   | مكتب تمثيلي تايبيه |                  |         |
| تركيا                    | سفارة              |                  |         |
| أوكرانيا                 | سفارة              |                  |         |
| الإمارات العربية المتحدة | سفارة              |                  |         |
| المملكة المتحدة          | سفارة              |                  |         |
| الولايات المتحدة         | سفارة              |                  |         |
| أوزبكستان                | سفارة              |                  |         |

## القنصليات في لاتفيا
| الدولة    | نوع التمثيل | المدينة    | صورة بناء البعثة | ملاحظات |
| --------- | ----------- | ---------- | ---------------- | ------- |
| بيلاروسيا | قنصلية عامة | داوغافبيلس |                  |         |
| روسيا     | قنصلية عامة | داوغافبيلس |                  |         |
| روسيا     | قنصلية عامة | ليبايا     |                  |         |

## السفارات غير المقيمة

### ستوكهولم
- أنغولا
- أستراليا
- بلجيكا
- بوتسوانا
- البرازيل
- تشيلي
- كرواتيا
- قبرص
- مصر
- السلفادور
- الهند
- إندونيسيا
- إيران
- كوريا الشمالية
- المكسيك
- المغرب
- صربيا
- كوسوفو [ا]
- باكستان
- البرتغال
- جنوب أفريقيا
- سريلانكا
- السودان
- تنزانيا
- تايلاند
- فيتنام
- زامبيا

### كوبنهاغن
- بنين
- البوسنة والهرسك
- نيبال

### هلسنكي
- الأرجنتين
- كوبا
- أيسلندا
- ماليزيا
- ناميبيا
- نيكاراغوا
- بيرو
- المملكة العربية السعودية
- أوروغواي

### وارسو
- أفغانستان
- ألبانيا
- الجزائر
- بلغاريا
- كولومبيا
- العراق
- لبنان
- لوكسمبورغ
- مقدونيا الشمالية
- الجبل الأسود
- منغوليا
- نيوزيلندا
- بنما
- الفلبين
- قطر
- سلوفينيا
- سوريا
- تونس

### برلين
- بوركينا فاسو
- الاكوادور
- غانا
- غواتيمالا
- الكويت
- لاوس
- جزر المالديف
- موريتانيا
- باراغواي

### موسكو
- بنغلاديش
- كمبوديا
- ساحل العاج
- الغابون
- ميانمار
- سيراليون

### مدن أخرى
- إثيوبيا (بروكسل)
- هندوراس (بروكسل)
- بوروندي (لاهاي)
- الأردن (لاهاي)
- رواندا (لاهاي)
- قيرغيزستان (مينسك)
- طاجيكستان (مينسك)
- تركمانستان (مينسك)
- أرمينيا (فيلنيوس)
- الكرسي الرسولي (فيلنيوس)
- رومانيا (فيلنيوس)
- أندورا (أندورا لا فيلا)
- البحرين (باريس)
- مالطا (فاليتا)
- نيجيريا (كييف)
- سان مارينو (سان مارينو)
- فنزويلا (أوسلو)

## البعثات المغلقة
- بلجيكا
  - ريغا (سفارة) - أغلقت في 2015.[1]
- البرتغال
  - ريغا (سفارة) - أغلقت في 2012.[2]